# Centre Excursionista Elder
El Centre Excursionista Elder és una societat esportiva i cultural constituïda a la ciutat d'Elda, al Vinalopó Mitjà. Va ser constituïda el 1957 per un grup d'amics del muntanyisme i va anar evolucionant fins a convertir-se en una àmplia societat que abasta multitud de disciplines.

## Història
En la dècada de 1950, Elda era una ciutat industrial en plena expansió, amb una creixent classe mitjana demandant d'oci i activitats. La localització de la ciutat, en una vall envoltada per serres, ha fomentat que activitats com l'excursionisme, senderisme i muntanyisme, hagen tingut un tradicional arrelament a la zona. El 1957, un grup d'amics aficionats a la muntanya, van crear el Centre Excursionista Elder amb l'objectiu de poder exercir les seues activitats d'una forma organitzada i federada. Va sorgir en els seus inicis com una filial d'un altre club pioner en la matèria, el Centre Excursionista d'Alcoi.
El 8 de novembre de 1958, van quedar redactats els estatuts, que van ser aprovats per la Federació Valenciana de Muntanya, i a través dels quals la societat, amb 48 socis fundadors, va quedar legalment constituïda. En un inici, les activitats del CEE es limitaven a excursions, acampades i viatges, primerament a muntanyes i llocs de la comarca, però es van estendre a poc a poc a altres zones. Es duien a terme així mateix marxes de senderisme i ascensions, concursos d'orientació amb brúixola, així com cursets i activitats orientats a una formació esportiva, cultural i moral de l'excursionista.
Els anys posteriors, les activitats del Centre es van anar diversificant. La secció més reeixida va ser la d'escalada, en la qual alguns socis, així com altres del Club Alpí Elder, van ser els encarregats de començar a formar la zona d'escalada esportiva de les Penyes de Marín. També es van començar a practicar altres activitats com l'espeleologia i l'arqueologia, secció a través de la qual es van recuperar part d'importants jaciments arqueològics de la ciutat. La societat es va fer càrrec així mateix de la piscina d'El Lido, on es va decidir crear i federar una secció de natació, amb la qual poder impartir cursets per a xiquets i joves.
Quan El Lido va desaparéixer a causa de l'expansió urbanística de la ciutat, alguns socis van albirar la possibilitat de començar a construir l'ambiciós projecte d'una ciutat esportiva, que comptara no només amb una piscina, sinó amb un ampli ventall d'instal·lacions per a múltiples disciplines. La puixant idea va tirar endavant, i es va localitzar una finca idònia per al projecte en la carretera Elda-Monòver. Un terreny de 40 000 m², que comptava amb un pou d'aigua propi. No sense dificultats, el projecte va començar a executar-se.